# Парки Виктории
Парки Виктории — правительственное агентство штата Виктория, Австралия, которое занимается управлением парками на территории штата, включая национальные парки, национальные морские парки, парки штата, городские парки и другие.

## Устройство
Правительственное агентство было образовано специальным актом 1998 года и подчиняется министру окружающей среды и изменения климата (министерство окружающей среды и сырьевой промышленности). Агентство работает совместно с правительственными и неправительственными организациями, тур-операторами, исследовательскими институтами, волонтёрами и другими. Агентство занимается сохранением экосистем парков и водных артерий штата, охраной культурного наследия, организацией доступа к паркам и водным артериям, противопожарными мероприятиями.
Основной идеей работы агентства является: «Здоровые парки — здоровые люди» (Healthy Parks Healthy People).

## Парки и сооружения
В ведении агентства находится более 4 миллионов гектаров парков, что составляет 17 % площади штата. Парки Виктории включают 45 национальных парков, 25 парков штата, 13 морских национальных парков, 11 морских заповедников, 3 парка дикой природы, 30 городских парков, 60 региональных и резервуарных парков (reservoir park), более 2700 заповедников, более 13500 исторических мест, в том числе 11 тысяч исторических объектов аборигенов. Парк осуществляет руководства портами Port Phillip Bay, Western Port and Port Campbell и водными артериями Yarra and Maribyrnong. Леса штата находятся под управлением министерства окружающей среды и сырьевой промышленности штата.
Более 25 тысяч сооружений находится в ведении парка, включая 1109 пешеходных и велосипедных мостов, 515 смотровых башен, более 300 причалов и пирсов, 55 детских площадок, 89 спортивных сооружений, а также 14 тысяч км дорог и 3700 км пешеходных маршрутов.
Парки и водные артерии штата Виктория привлекают около 86 миллионов туристов ежегодно.

## Список парков
Ниже представлен список национальных парков, национальных морских парков, парков штата, парков дикой природы и региональных парков, управляемых агентством Парки Виктории. Список разделён на четыре географические зоны:
- Мельбурн
  - А (Arthurs Seat SP)]]
  - Черчилл (Churchill NP)
  - Данденонг-Рэнджес (Dandenong Ranges NP)
  - (Mornington Peninsula NP)
  - (Organ Pipes NP)
  - (Point Nepean NP)
  - (Warrandyte SP)
- Западная часть
  - Арарат-Хиллс (Ararat Hills RP)
  - Биг-Дезерт (Big Desert WP)
  - (Black Range SP)
  - Кейп-Нельсон (Cape Nelson SP)
  - Коббобуни (Cobboboonee NP)
  - (Crawford River RP)
  - (Dergholm SP)
  - Грампианс (Grampians NP)
  - Грейт-Отуэй (Great Otway NP)
  - (Hattah-Kulkyne NP)
  - (Langi Ghiran SP)
  - Литл-Дезерт (Little Desert NP)
  - Лоуэр-Гленелг (Lower Glenelg NP)
  - Маунт- (Mount Arapiles-Tooan SP)
  - Маунт- (Mount Buangor SP)
  - Маунт- (Mount Cole SF)
  - Маунт-Эклс (Mount Eccles NP)
  - Маунт- (Mount Napier SP)
  - Маунт-Ричмонд (Mount Richmond NP)
  - Маунт-Сансет (Murray-Sunset NP)
  - Порт-Кэмпбелл (национальный парк)| Порт-Кэмпбелл (Port Campbell NP)]]
  - (Pyrenees SF)
  - (Rocklands SF)
  - (St Arnaud Range NP)
  - (St Arnaud SF)
  - (Wail SF)
  - (Wyperfeld NP)
- Центральная часть
  - Барма (Barmah NP)
  - (Bendigo RP)
  -  (Bendigo SF)
  - Брисбен-Рэнджес (Brisbane Ranges NP)
  - (Broken-Boosey SP)
  - (Castlemaine SF)
  - (Cathedral Range SP)
  - (Creswick RP)
  - (Dunolly Inglewood SF)
  - Энфилд (Enfield SP)
  - Грейтер-Бендиго (Greater Bendigo NP)
  - Ганбауэр (Gunbower NP)
  - (Heathcote-Graytown NP)
  - (Heathcote Rushworth SF)]]
  - (Hepburn RP)
  - Кинглейк (Kinglake NP)
  - Куйура (Kooyoora SP)
  - (Kurth Kiln RP)
  - Лейк-Эйлдон (Lake Eildon NP)
  - (Leaghur SP)
  - Лердердерг (Lerderderg SP)
  - Лоуэр-Голберн (Lower Goulburn NP)
  - Лоуэр- (Lower Ovens RP)
  - (Macedon RP)
  - ((Maryborough SF)
  - (Mount Alexander RP)
  - Маунт-Самария (Mount Samaria SP)
  - (Paddys Ranges SP)
  - (Reef Hills SP)
  - (Shepparton RP)
  - (Terrick Terrick NP)
  - (Werribee Gorge SP)
  - Ярра-Рейнджес (Yarra Ranges NP)
  - (You Yangs RP)
- Восточная часть
  - Альфред (Alfred NP)
  - Алпайн (Alpine NP)
  - (Avon WP)
  - Бау-Бау (Baw Baw NP)
  - ((Briagolong SF)
  - ((Bruthen SF)
  - (Bunyip SP)
  - Бурроуа-Пайн-Маунтин (Burrowa-Pine Mountain NP)
  - (Chiltern-Mt Pilot NP)
  -  (Colquhoun SF)
  - Купракамбра (Coopracambra NP)
  - Кроаджинголонг (Croajingolong NP)
  - Эрринундра (Errinundra NP)
  - Френч-Исланд (French Island NP)
  - (Holey Plains SP)
  - Линд (Lind NP)
  - (Mitchell River NP)
  - (Moondarra SP)
  - (Morwell NP)
  - Маунт-Буффало (Mount Buffalo NP)
  - Маунт- (Mount Granya SP)
  - Маунт- (Mount Lawson SP)
  - Маунт- (Mount Worth SP)
  - (Snowy River NP)
  - Тарра-Булга (Tarra-Bulga NP)
  - Лейкс (The Lakes NP)
  - (Wabba WP)
  - (Warby-Ovens NP)
  - Вильсонс-Промонтори (Wilsons Promontory NP)
  - ((Won Wron & Mullungdung SF)
  - ((Yarra SF)